# Langlete (przystanek kolejowy)
Langlete – kolejowy przystanek osobowy w Langlete, w okręgu Trøndelag w Norwegii, jest oddalonay od Oslo Sentralstasjon o 463,77 km. Przystanek nie jest zelektryfikowany. Znajduje się na wysokości 230 m n.p.m.

## Ruch pasażerski
Należy do linii Rørosbanen, Jest elementem kolei aglomeracyjnej w Trondheim i obsługuje lokalny ruch do Røros, Trondheim S i Steinkjer. W ciągu dnia odchodzi z niej ok. 6 pociągów.

## Obsługa pasażerów
Wiata, parking na 8 miejsc, parking dla rowerów. Odprawa podróżnych odbywa się w pociągu.